# Liste du patrimoine mondial en Europe

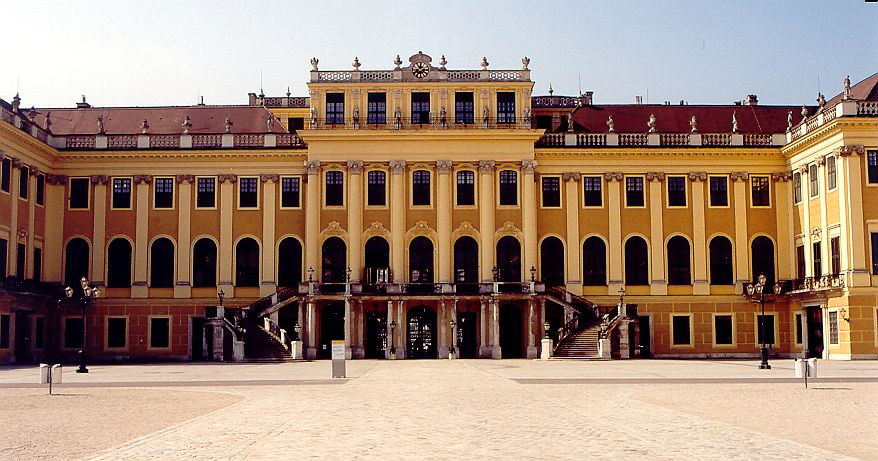
Château de Schönbrunn, Autriche. Classé au patrimoine mondial de l’UNESCO depuis 1996

Cet article recense les sites inscrits au patrimoine mondial en Europe dans la liste établie par l'UNESCO.

## Généralités
Chaque année, le Comité du patrimoine mondial de l'UNESCO peut inscrire des sites sur la liste du patrimoine mondial. La sélection est basée sur dix critères : six pour le patrimoine culturel (i–vi) et quatre pour le patrimoine naturel (vii–x) Certains sites, désignés comme « mixtes », représentent à la fois un patrimoine culturel et naturel. Les États peuvent également réaliser une inscription sur la liste indicative. Cette liste regroupe les éléments pour lesquels l'État partie a déposé un dossier de candidature à l'UNESCO, avant son acceptation. Elle constitue donc une sorte d'antichambre de la liste du patrimoine mondial.

### Les cinq régions UNESCO
A l'instar d'autres organisations internationales, l'UNESCO a organisé différentes formes de régionalisme pour la décentralisation de ses activités. Cinq régions ont été définies lors de la 42e séance de la conférence générale le 21 novembre 1974  : l'Afrique, les États arabes, l'Asie et Pacifique, l'Europe et Amérique du Nord et l'Amérique latine et Caraïbes.
La définition de ces cinq régions résulte du croisement de trois critères qui, pris individuellement, ont été jugés insuffisants : 
- « l'intérêt et l'aptitude » que les États membres « ont à contribuer aux activités de la région et, partant, à faciliter l'exécution des tâches de l'organisation »
- « la situation géographique », c'est-à-dire le continentalisme
- « leurs traditions historiques ou culturelles ou sociales ».

À l'appréciation d'ensemble de ces trois critères s'ajoute une condition : « un large assentiment des États membres de la région »;

### La région Europe et Amérique du Nord
Du point de vue géographique, l'UNESCO regroupe les sites d'Europe et d'Amérique du Nord dans une même zone. L'organisation place en Asie certains pays qui peuvent être considérés comme européens selon d'autres points de vue : c'est le cas de l'Arménie, de l'Azerbaïdjan, de Chypre et de la Géorgie, suivant en cela les divisions statistiques des Nations unies. Inversement, les sites de Russie et de Turquie situés dans les parties asiatiques de ces pays sont également classés dans la zone géographique européenne. Israël, malgré sa position au Moyen-Orient, est également inclus dans la zone européenne.
Les sites d'outre-mer en dehors des limites communes du continent européen sont inclus dans la zone Europe via leur pays respectif. C'est le cas du Groenland (Danemark), de la Nouvelle-Calédonie, de la Polynésie française et de La Réunion (France), de l'île Bouvet (Norvège), des îles Bonaire, Curaçao et Saba (Pays-Bas), des Bermudes, des Îles Turks-et-Caïcos et de Sainte-Hélène (Royaume-Uni).
L'UNESCO ne prend en considération que les États parties de la Convention pour la protection du patrimoine mondial, culturel et naturel. En Europe, seul le Liechtenstein ne l'a pas intégrée. Monaco, qui a ratifié cette convention, ne possède aucune inscription au patrimoine mondial ou sur la liste indicative.

## Sites transfrontaliers
Plusieurs sites, transfrontaliers, sont communs à plusieurs pays.

## Patrimoine en péril
Le Comité du patrimoine mondial peut spécifier qu'un site est en péril s'il existe des « conditions menaçant les caractéristiques mêmes qui ont permis l'inscription d'un bien sur la Liste du patrimoine mondial ».
En Europe, en 2023, les quatre suivants sont considérés comme en péril :
- Monuments médiévaux au Kosovo (Serbie, depuis 2006)[6]
- Centre historique de Vienne (Autriche, depuis 2017)[7]
- Paysage minier de Roșia Montană (Roumanie, depuis 2021)[8]
- Le Centre historique d'Odessa (Ukraine), inscrit selon la procédure d'urgence le 24 janvier 2023 par le Comité du patrimoine mondial lors de sa 18e session extraordinaire à Paris[9].

Huit sites ont été inscrits sur la liste du patrimoine en péril avant d'en être retirés par la suite :
- Butrint (Albanie)
- Cathédrale de Cologne (Allemagne, 2004-2006)[10]
- Contrée naturelle et culturo-historique de Kotor (Monténégro)
- Parc national Plitvice (Croatie)
- Vallée de l'Elbe à Dresde (2006-2009)[11]
- Vieille ville de Dubrovnik (Croatie)
- Monuments historiques de Mtskheta[12] (Géorgie, 2009-2016[13])
- Monastère de Ghélati (Géorgie, 2010-2017)[14]

Pour cinq de ces sites, des mesures ont été prises pour les retirer de la liste du patrimoine en péril. En revanche, le site de la vallée de l'Elbe à Dresde est listé en 2006 dans l'espoir d'empêcher la construction du pont de Waldschlösschen à travers la vallée,,. Lorsque la construction se poursuit, l'UNESCO le retire de la liste du patrimoine mondial en 2009, le deuxième site à être retiré après le sanctuaire de l'oryx arabe à Oman en 2007. La cathédrale de Bagrati(Géorgie), en 2017, et Liverpool – Port marchand (Royaume-Uni), en 2021, ont par la suite suivi le même chemin.

## Statistiques
(octobre 2016).
La liste suivante recense les sites du patrimoine mondial situés en Europe, au sens large. La définition des limites de l'Europe varie toutefois suivant les points de vue. En particulier :
- la liste inclut les sites portugais sur Madère et les sites espagnols des îles Canaries ;
- elle n'inclut pas les sites d'outre-mer clairement situés en dehors d'Europe ;
- elle inclut les pays du Caucase (Arménie, Azerbaïdjan, Géorgie) et Chypre
- pour la Russie et la Turquie, elle n'inclut que les sites situés sur la partie européenne de ces pays.

| Pays               | Adhésion | PM : Total | PM : Culturel | PM : Naturel | PM : Mixte | LI : Total | LI : Culturel | LI : Naturel | LI : Mixte |
| ------------------ | -------- | ---------- | ------------- | ------------ | ---------- | ---------- | ------------- | ------------ | ---------- |
| Albanie            | 1989     | +04,       | +02,          | +01,         | +01,       | +04,       | +03,          | +00,         | +01,       |
| Allemagne          | 1976     | +52,       | +49,          | +03,         | +00,       | +07,       | +07,          | +00,         | +00,       |
| Andorre            | 1997     | +01,       | +01,          | +00,         | +00,       | +01,       | +01,          | +00,         | +00,       |
| Arménie            | 1993     | +03,       | +03,          | +00,         | +00,       | +04,       | +02,          | +00,         | +02,       |
| Autriche           | 1992     | +12,       | +11,          | +01,         | +00,       | +11,       | +10,          | +01,         | +00,       |
| Azerbaïdjan        | 1993     | +05,       | +04,          | +01,         | +00,       | +10,       | +06,          | +04,         | +00,       |
| Belgique           | 1996     | +16,       | +15,          | +01,         | +00,       | +15,       | +13,          | +01,         | +01,       |
| Biélorussie        | 1988     | +04,       | +03,          | +01,         | +00,       | +05,       | +05,          | +00,         | +00,       |
| Bosnie-Herzégovine | 1993     | +04,       | +03,          | +01,         | +00,       | +10,       | +03,          | +03,         | +04,       |
| Bulgarie           | 1974     | +10,       | +07,          | +03,         | +00,       | +16,       | +11,          | +05,         | +00,       |
| Chypre             | 1975     | +03,       | +03,          | +00,         | +00,       | +11,       | +04,          | +05,         | +02,       |
| Croatie            | 1992     | +10,       | +08,          | +02,         | +00,       | +16,       | +12,          | +03,         | +01,       |
| Danemark           | 1979     | +09,       | +06,          | +03,         | +00,       | +05,       | +04,          | +01,         | +00,       |
| Espagne            | 1982     | +50,       | +44,          | +04,         | +02,       | +30,       | +26,          | +01,         | +03,       |
| Estonie            | 1995     | +02,       | +02,          | +00,         | +00,       | +03,       | +01,          | +01,         | +01,       |
| Finlande           | 1987     | +07,       | +06,          | +01,         | +00,       | +06,       | +05,          | +01,         | +00,       |
| France             | 1975     | +52,       | +44,          | +07,         | +01,       | +35,       | +23,          | +05,         | +07,       |
| Géorgie            | 1992     | +04,       | +03,          | +01,         | +00,       | +15,       | +13,          | +00,         | +02,       |
| Grèce              | 1981     | +19,       | +17,          | +00,         | +02,       | +14,       | +08,          | +02,         | +04,       |
| Hongrie            | 1985     | +08,       | +07,          | +01,         | +00,       | +11,       | +08,          | +02,         | +01,       |
| Irlande            | 1991     | +02,       | +02,          | +00,         | +00,       | +07,       | +06,          | +00,         | +01,       |
| Islande            | 1995     | +02,       | +01,          | +01,         | +00,       | +07,       | +03,          | +03,         | +01,       |
| Italie             | 1978     | +59,       | +54,          | +05,         | +00,       | +39,       | +26,          | +10,         | +03,       |
| Lettonie           | 1995     | +02,       | +02,          | +00,         | +00,       | +03,       | +01,          | +00,         | +02,       |
| Lituanie           | 1992     | +04,       | +04,          | +00,         | +00,       | +01,       | +00,          | +00,         | +01,       |
| Luxembourg         | 1983     | +01,       | +01,          | +00,         | +00,       | +01,       | +01,          | +00,         | +00,       |
| Macédoine du Nord  | 1997     | +02,       | +00,          | +01,         | +01,       | +03,       | +01,          | +02,         | +00,       |
| Malte              | 1978     | +03,       | +03,          | +00,         | +00,       | +07,       | +05,          | +02,         | +00,       |
| Moldavie           | 2002     | +01,       | +01,          | +00,         | +00,       | +02,       | +01,          | +00,         | +01,       |
| Monaco             | 1978     | +00,       | +00,          | +00,         | +00,       | +00,       | +00,          | +00,         | +00,       |
| Monténégro         | 2006     | +04,       | +03,          | +01,         | +00,       | +04,       | +03,          | +01,         | +00,       |
| Norvège            | 1977     | +07,       | +06,          | +01,         | +00,       | +06,       | +02,          | +01,         | +03,       |
| Pays-Bas           | 1992     | +11,       | +10,          | +01,         | +00,       | +05,       | +05,          | +00,         | +00,       |
| Pologne            | 1976     | +17,       | +15,          | +02,         | +00,       | +05,       | +04,          | +01,         | +00,       |
| Portugal           | 1980     | +15,       | +14,          | +01,         | +00,       | +11,       | +03,          | +06,         | +02,       |
| Roumanie           | 1990     | +09,       | +07,          | +02,         | +00,       | +14,       | +09,          | +05,         | +00,       |
| Royaume-Uni        | 1984     | +29,       | +26,          | +02,         | +01,       | +08,       | +05,          | +03,         | +00,       |
| Russie             | 1988     | +20,       | +18,          | +02,         | +00,       | +12,       | +10,          | +01,         | +01,       |
| Saint-Marin        | 1991     | +01,       | +01,          | +00,         | +00,       | +00,       | +00,          | +00,         | +00,       |
| Serbie             | 2001     | +06,       | +06,          | +00,         | +00,       | +11,       | +05,          | +05,         | +01,       |
| Slovaquie          | 1993     | +07,       | +05,          | +02,         | +00,       | +13,       | +08,          | +04,         | +01,       |
| Slovénie           | 1992     | +05,       | +03,          | +02,         | +00,       | +04,       | +04,          | +00,         | +00,       |
| Suède              | 1985     | +15,       | +13,          | +01,         | +01,       | +01,       | +01,          | +00,         | +00,       |
| Suisse             | 1975     | +13,       | +09,          | +04,         | +00,       | +00,       | +00,          | +00,         | +00,       |
| Tchéquie           | 1993     | +16,       | +15,          | +01,         | +00,       | +15,       | +15,          | +00,         | +00,       |
| Turquie            | 1983     | +02,       | +02,          | +00,         | +00,       | +00,       | +00,          | +00,         | +00,       |
| Ukraine            | 1988     | +07,       | +06,          | +01,         | +00,       | +16,       | +11,          | +02,         | +03,       |
| Vatican            | 1982     | +02,       | +02,          | +00,         | +00,       | +00,       | +00,          | +00,         | +00,       |